# Grallaria erythrotis
A Grallaria erythrotis a madarak osztályának verébalakúak (Passeriformes) rendjébe és a hangyászpittafélék (Grallariidae) családjába tartozó faj.

## Előfordulása
Az Andok hegységben, Bolívia területén honos.

## Megjelenése
Átlagos testtömege 57 gramm.

## Külső hivatkozások
- Képek az interneten a fajról
- Internet Bird Collection - videók a fajról
- Xeno-canto.org - a faj hangja